# 姫革細工
姫革細工（ひめかわざいく）は、姫路市特産の「白くなめした牛革」に、上質な牛革を手揉でシボを出し、表面に模様を型押しして1つ1つ筆で絵付けした後、防水・色落ち予防のため表面加工をする。
白さの中に渋い艶 （つや）が浮き出てきて使うほどに深い味のある色になる。
白くなめした牛革は、他の革にない天然の白さと強さが特徴で、古くは武将の鎧兜や馬具などに用いられた。